# فرودگاه هلیروز
فرودگاه هلیروز (به انگلیسی: Holiday Airport) یک فرودگاه خصوصی است که یک باند فرود چمن دارد و طول باند آن ۴۴۸ متر است. این فرودگاه در شهر کرولیس، اورگن کشور ایالات متحده آمریکا قرار دارد و در ارتفاع ۶۸ متری از سطح دریا واقع شده‌است.